# Michael Rooker
Michael Rooker (Jasper, Alabama; 6 de abril de 1955) es un actor estadounidense, conocido principalmente por protagonizar la película Henry, retrato de un asesino, basada libremente en la vida del asesino en serie Henry Lee Lucas, también por encarnar al personaje de Merle Dixon en la serie de televisión The Walking Dead y en los últimos años por darle vida a Yondu Udonta en las películas Guardianes de la Galaxia y Guardianes de la Galaxia vol. 2.

## Biografía
Rooker nació en Jasper, Alabama, como el mayor de nueve hermanos. Sus padres se divorciaron cuando tenía trece años, y se mudó con su madre a Chicago, donde estudiaría en la Goodman School of Drama y empezó a aparecer en pequeñas obras de teatro. Su gran oportunidad llegaría en 1986 con su primera película, Henry, retrato de un asesino, polémica película basada (parcial y libremente) en la vida de Henry Lee Lucas, uno de los asesinos en serie más controvertidos y sanguinarios de Estados Unidos. A pesar de ser una producción de 1986, y dada su polémica naturaleza, no sería estrenada hasta 1990.
El éxito de Henry, retrato de un asesino condicionó sus papeles posteriores, encasillándolo como psicópata o personajes misteriosos e intrigantes. Luego ha aparecido, siempre como secundario, en películas como JFK, Mississippi Burning, Tombstone, Mallrats, El Sexto Día y Jumper. Otra de sus actuaciones más recordadas fue en la película Days of Thunder en la que personificó a Rowdy Burns, el archirrival de Cole Trickle (Tom Cruise) con el que finalmente traba amistad.
En los últimos años, se ha participado como invitado en series de televisión como Shark, Crossing Jordan, CSI: Miami, Numb3rs, Las Vegas o Stargate SG-1. Además, tuvo una reconocida participación en la serie The Walking Dead como Merle Dixon.
También aparece como uno de los personajes manejables en el videojuego Call of Duty: Black Ops con él mismo como personaje en modelo 3D, tiene de papel uno de los personajes principales del modo zombie del mismo juego en el mapa "Call of the Dead", que viene en el nuevo pack de juegos Escalation. Además, dio voz al personaje Mike Harper en la secuela, Call of Duty: Black Ops 2, solo que esta vez en el modo campaña, y no en zombies.
En los últimos años su fama ha resurgido al interpretar el personaje de Yondu Udonta en las películas Guardianes de la Galaxia, estrenada en 2014, y Guardianes de la Galaxia vol. 2, de 2017. Ambas son producciones del Universo cinematográfico de Marvel.

## Filmografía
- Horizon: An American Saga - Capítulo 1  (2024)[4]
- Crime Boss: Rockay City  (2024)
- Unos suegros de armas tomar  (2023)
- The Suicide Squad  (2021)
- F9  (2021)
- Love and Monsters  (2020)
- Fantasy Island (2020)
- Guardianes de la Galaxia vol. 2  (2017)
- Guardianes de la Galaxia  (2014)
- Call of Duty: Black Ops 2  (2012)
- Lollipop Chainsaw (2012)
- Call of Duty: Black Ops: Call of the Dead (2011)
- The Walking Dead (2010-2013)
- Hypothermia (2010)
- Super (película) (2010)
- The Marine 2 (2009)
- La amenaza de Casandra (Tv) (2009)
- Jumper (2008)
- Repo! The Genetic Opera (2008)
- Hellion, el ángel caído (2007)
- Slither (2006)
- Skeleton Man (2004)
- Stargate SG-1 (2003)
- Undisputed (2002)
- Replicant  (2001)
- El Sexto Día (2000)
- The Bone Collector (1999)
- Brown's Requiem (1998)
- Shadow Builder (1998)
- The Replacement Killers (1998)
- Rosewood (1997)
- Deceiver (1997)
- Bastardos de Carolina (1996)
- El efecto Dominó (1996)
- Mallrats (1995)
- Tombstone (1993)
- Cliffhanger (1993)
- JFK (1991)
- La mitad oscura (1991)
- Days of Thunder (1990)
- Music Box (1989)
- Sea of Love (1989)
- Por encima de la ley (Above the Law) (1988)
- Mississippi Burning (1988)
- Ocho hombres (1988)
- Henry, retrato de un asesino (1986)